# Rużyczna

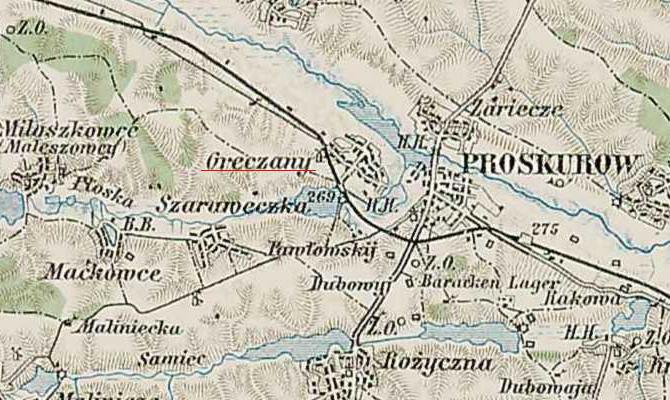
Rużyczna na mapie austro-węgierskiej mapie

Rużyczna (ukr. Ружична) – dzielnica miasta Chmielnicki na Ukrainie, dawniej wieś. 
Do 1540 roku była własnością Wasyla Dachnowicza Jarmolińskiego. W tym roku wieś przeszła na własność Michała Podfilipskiego herbu Ciołek. Ostatnimi właścicielami byli Malinowscy. W 1831 roku wieś została skonfiskowana i zamieniona w osiedle wojskowe
W 1981 roku Rużyczna została wcielona w granice Chmielnickiego.